# Nuevo cine estadounidense

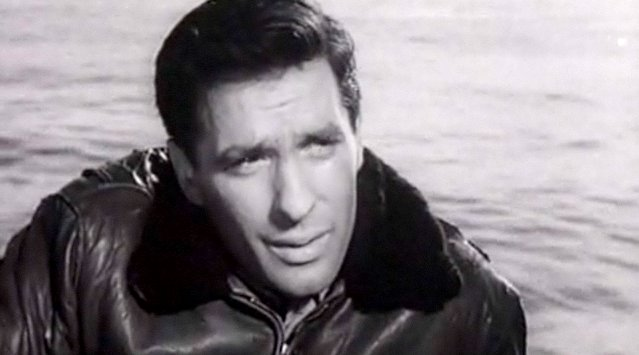
John Cassavetes en la película Donde la ciudad termina, de 1957.

El nuevo cine estadounidense,  es una corriente cinematográfica estadounidense. Al principio de su historia, esta corriente surgió como reacción de algunos directores de cine contra el cine hecho en Hollywood y contra el Comité de Actividades Antiamericanas, promovido por el senador Joseph McCarthy, que entre los años 1947 y 1953 impuso un férreo control sobre toda la producción cinematográfica de los Estados Unidos, bajo la excusa de la "lucha contra el comunismo".[cita requerida]
El nuevo cine estadounidense toma sus principales referencias del Free Cinema británico y de la Nouvelle Vague francesa, si bien no puede considerarse un movimiento coherente y unificado, dada la disparidad de estilos que existe entre sus distintos autores y la diversidad de corrientes que se desarrollan a lo largo de los primeros años. La película Shadows, de John Cassavetes (1959), se convirtió en el emblema de este grupo, ya que mostraba un modo de realización y estético novedoso, fundamentalmente en la utilización de escenarios reales (exteriores nocturnos de la Ciudad de Nueva York), la interpretación improvisada de los actores y la inclusión de temas sociales (como el racismo) en el desarrollo de la acción.[cita requerida]

## Etapa inicial
En esta etapa aparecen dos escuelas principales, la llamada Escuela de Nueva York o New American Cinema Group y la llamada “Generación de la televisión”.
Es precisamente en esta Escuela de Nueva York o New American Cinema Group donde aparece el manifiesto fundacional de este movimiento. En él condenan el cine oficial: “El cine oficial en todo el mundo está acabado. Es moralmente corrupto, estéticamente obsoleto, temáticamente superficial, temperamentalmente aburrido”. Para luchar contra ello se proponen crear instituciones de apoyo para dar salida a sus películas, que de otra manera no habrían podido acceder a los circuitos comerciales, y renuncian a la exclusividad en la distribución, que quedaría al arbitrio de cada artista. También rechazan la condición "aurática" de los artistas, es decir, aquella que propone que ellos (los artistas) son unos genios o seres inspirados que se encuentran por encima de los demás. 
Esta escuela, de carácter más ideologizado,  cuenta con figuras como Maya Deren, el propio Cassavetes o el artista pop Andy Warhol, que realizó numerosas películas de carácter experimental fuera de los circuitos comerciales. Otros nombres célebres de este movimiento son Shirley Clarke, Lionel Rogosin, Robert Frank, Adolfas Mekas y Gregory Markopoulos.
La llamada “generación de la televisión”, por su parte, cuenta con directores como Stanley Kramer, Robert Altman y Robert Mulligan, que trabajan para la CBS. A la misma también pertenecen directores como Sidney Lumet, Martin Ritt, Arthur Penn o John Frankenheimer. Este grupo aporta al movimiento un nuevo sistema de producción más ágil (tomado de la televisión) y un giro hacia los temas sociales y las historias realistas, alejadas de la fantasía de Hollywood. Muchos de estos directores inician aquí carreras que les llevarán por distintos derroteros y opciones estéticas diversas. 
Robert Altman, uno de los directores más destacados del grupo, que tiene unos comienzos brillantes, con películas como MASH, de 1970, y Nashville, de 1975, tendrá una trayectoria posterior irregular, con películas como Popeye, 1980, El Juego de Hollywood, 1992 o Gosford Park, 2001.
Arthur Penn, por su parte, realiza El milagro de Ana Sullivan (1962), Bonnie and Clyde (1967), La jauría humana (1967), o El restaurante de Alicia (1969). Obtiene un gran éxito con la película Pequeño gran hombre (1970) y realiza posteriormente La noche se mueve (1975). En ambos casos se observa cómo, pese a hacer un cine claramente comercial, sigue buena parte de los presupuestos fundacionales del grupo.

## Nueva ola estadounidense o "Generación de los 70"
El auge de la "Nueva ola estadounidense", también conocida como la Generación de los 70, coincide con un momento de crisis en la industria de Hollywood, que pierde importancia frente al empuje de la televisión. Esto lleva a que muchos de los grandes estudios tomen la decisión de "unirse al enemigo", contratando a algunos de estos directores y produciendo sus películas. El resultado es la lenta disgregación del grupo y la aparición de distintas carreras individuales.
Bob Rafelson, después de realizar Head (1968), con Jack Nicholson como productor, se une a Bert Schneider y Steve Blauner para fundar la BBS Produtions, productora de cine independiente, con la que realiza las películas fundamentales de este grupo:
Easy Rider, de Dennis Hopper, del año 1969.
Five Easy Pieces (Mi vida es mi vida), del propio Bob Rafelson, del año 1970.
The Last Picture Show, de Peter Bogdanovich, del año 1971.	
La obra de Bob Rafelson continúa en los años siguientes a través de películas como El cartero siempre llama dos veces, del año 1982, o Ella nunca se niega (Man Trouble), de 1992. 
Las figuras más destacadas de este grupo son, aparte de los antes citados, los siguientes directores: Martin Scorsese, Michael Cimino, Ridley Scott, Brian De Palma, o Robert Zemeckis. Muchos de ellos siguen en activo hoy en día. 

### Segunda generación de los 70
Poco después se unen al grupo los directores Francis Ford Coppola, Steven Spielberg y George Lucas, cuyas trayectorias son ampliamente conocidas.

### Casos singulares
Casos singulares son las figuras de Terrence Malick o Clint Eastwood, que no pertenecen formalmente al movimiento, pese a participar de muchas de sus características.
Terrence Malick realiza en 1973 una película significativa: Malas Tierras, a la que seguirá una no menos importante, Días del cielo, del año 1978. Después de esto se producirá un largo silencio de veinte años, roto por un tercer largometraje: La delgada línea roja (The Thin Red Line, 1998).
Clint Eastwood realiza su primera película en el año 1971, titulada Escalofrío en la noche. Después vendrían Cazador blanco, corazón negro, del año 1990, Los puentes de Madison, del año 1993, Mystic River, del año 2003, Million Dollar Baby, del año 2004, Flags of Our Fathers, Cartas desde Iwo Jima, del año 2006, Gran Torino, del año 2008, entre otras. Su obra sigue gran parte de los preceptos y las condiciones éticas y estéticas del movimiento del nuevo cine estadounidense.

## El cine independiente estadounidense a partir de 1980
A partir del año 1980 el cine independiente estadounidense entra en una fase en la que adquiere una gran importancia el Festival de Cine de Sundance, inaugurado en 1978, donde aparece toda una nueva generación de directores, como Spike Lee, con Haz lo que debas (1989), o Steven Soderbergh con Sexo, mentiras y cintas de vídeo, (1989), que aspiran a dar un vuelco a la temática y al desarrollo estético de sus obras, huyendo de la comercialidad y los convencionalismos sociales.
Otros directores importantes de este período son David Lynch, con El hombre elefante, de 1980, Terciopelo azul, de 1986, la serie para televisión Twin Peaks, de 1990, Carretera perdida, de 1997, o Mulholland Drive, de 2001; Stephen Frears con Mi hermosa lavandería, del año 1985; Jim Jarmusch con Stranger Than Paradise, de 1984, o Dead Man, de 1995, o los Hermanos Coen, con Raising Arizona, de 1987, o Miller's Crossing, de 1990. 
Muchos de estos directores tuvieron carreras exitosas y llegaron a formar parte de la industria del cine, hasta el punto de que el término cine independiente ha sido explotado como un "género" o un nuevo estilo cinematográfico por parte de las distribuidoras a fin de comercializar sus productos. A este fin se crearon también los Independent Spirit Awards.
En esta época comienzan a desarrollarse diversas corrientes:

### Los apocalípticos
En los años 1990 aparece una generación ligada a los cambios históricos que supuso la caída del muro de Berlín, en 1989. Dicha generación está ligada también a un libro titulado "El fin de la historia y el último hombre", escrito por Francis Fukuyama (filósofo) en 1992, que señala que ya todo está inventado, que nada nuevo puede suceder y que todo lo que vendrá a partir de ahora es una repetición de esquemas o teorías anteriores. Aplicado al cine supone el fin del experimentalismo y la búsqueda de nuevas formas de expresión. Esto conduce a un revisionismo de las antiguas cinematografías y a la utilización de esquemas ya conocidos, llevados hasta sus máximas consecuencias. A estos cineastas se les conoce como "Los apocalípticos".
Dentro de esta denominación se puede citar a Quentin Tarantino con Reservoir Dogs, del año 1992, o Pulp Fiction, de 1994; a Kevin Smith con Clerks, de 1994; a Harmony Korine con Gummo, de 1997, o a Atom Egoyan con Exótica, de 1994, The Sweet Hereafter, de 1997, Ararat, de 2002, o Where the Truth Lies, de 2005.

### Los multigenéricos
En esta época aparecen también las películas multigenéricas, que mezclan varios géneros clásicos en una misma obra. A esta tendencia pertenecen directores como David Fincher con películas como Seven, de 1995, Fight Club, de 1999, o La red social, de 2010, o como Abel Ferrara con Bad Lieutenant, de 1992.

### Los naturalistas
Otra tendencia dentro de este cine finisecular es la naturalista, a la que pertenecen directores como Alexander Payne con Election, de 1999, About Schmidt, de 2002, o Nebraska, de 2013, como Richard Linklater con su trilogía compuesta por las películas Antes del amanecer, Antes del atardecer y Antes del anochecer o con Boyhood, de 2014, o como Sofia Coppola con Las vírgenes suicidas, de 1999, Lost in Translation, de 2003, María Antonieta, de 2006, o Somewhere de 2010.

## SigloXXI
Ya en el siglo XXI, cabe citar también, dentro de este tipo de cine, a Jeff Nichols, con Shotgun Stories, de 2007, o Mud, del año 2012.